# NGC 6102
NGC 6102 é uma galáxia espiral (Sc) localizada na direcção da constelação de Corona Borealis. Possui uma declinação de +28° 09' 32" e uma ascensão recta de 16 horas, 15 minutos e 36,9 segundos.
A galáxia NGC 6102 foi descoberta em 24 de Junho de 1864 por Albert Marth.